# Avi Kazarnovski
Avi Kazarnovski (* 26. Dezember 1980 in Moskau, Sowjetunion) ist ein ehemaliger israelischer Basketballspieler.

## Werdegang
Kazarnovski war israelischer Jugendnationalspieler, wurde Zweiter bei der U20-Europameisterschaft 2000 und nahm an der U21-Weltmeisterschaft 2001 teil. Auf Vereinsebene gehörte der 2,09 Meter große Innenspieler in Israel 1999/2000 der Mannschaft von Maccabi Tel Aviv an, es folgten im selben Land Stationen bei Bnei Herzlia (2000/01) sowie Givat Shmuel (2001 bis 2003).
Im Sommer 2003 wurde er vom deutschen Zweitligisten USC Freiburg verpflichtet. Ab 2004 spielte Kazarnovski beim BV Chemnitz (ebenfalls 2. Bundesliga Süd) und wurde dort Leistungsträger, 2007 wechselte er zum TSV Nördlingen. In der Saison 2007/08 wurde Kazarnovski mit Nördlingen Meister der neugeschaffenen 2. Bundesliga ProA und stieg in die Basketball-Bundesliga auf. In der Bundesliga-Spielzeit 2008/09 wirkte er in 19 Begegnungen mit und erzielte im Mittel 5,2 Punkte je Begegnung.
Kazarnovski verließ Nördlingen anschließend und nahm ein Angebot des aufstrebenden Regionalligisten BiG Gotha an, für den er 2009/10 spielte.